# Gijou
Der Gijou ist ein Fluss in Frankreich, der im Département Tarn in der Region Okzitanien verläuft. Er entspringt in den Monts de Lacaune, im Gemeindegebiet von Lacaune, entwässert generell in Richtung West, später Richtung Südwest durch den Regionalen Naturpark Haut-Languedoc und mündet nach 50 Kilometern unterhalb von Vabre als rechter Nebenfluss in den Agout.

## Orte am Fluss
- Lacaune
- Gijounet
- Viane
- Lacaze
- Vabre